# Фабіан Куберо
Фабіан Куберо (ісп. Fabián Cubero, нар. 21 грудня 1978, Буенос-Айрес) — аргентинський футболіст, що грав на позиції захисника.
Виступав, зокрема, за клуби «Велес Сарсфілд» та «УАНЛ Тигрес», а також молодіжну збірну Аргентини.

## Клубна кар'єра
Народився 21 грудня 1978 року в місті Буенос-Айрес. Вихованець футбольної школи клубу «Велес Сарсфілд». Дорослу футбольну кар'єру розпочав 1996 року в основній команді того ж клубу, в якій провів десять сезонів, взявши участь у 248 матчах чемпіонату. Під керівництвом Марсело Б'єлси він допоміг команді здобути титул чемпіона, вигравши Клаусуру в 1998 році, хоча він не був регулярним гравцем в першій команді. Однак він був стабільним основним футболістом (головним чином як правий захисник, але іноді і як опорний півзахисник) у виграшній кампанії Клаусури 2005 року.
На початку 2007 року Фабіан перейшов в мексиканський «УАНЛ Тигрес», в якому провів півтора року, після чого повернувся в «Велес». Друге перебування в рідній команді стало не менш успішним, ніж перше. Куберо ще чотири рази ставав чемпіоном Аргентини (з урахуванням так званого «Суперфіналу» чемпіонату в 2013 році, який розігрувався між переможцями Інісіаля і Фіналя), а також виграв Суперкубок країни. Також Фабіан Куберо був капітаном і одним з рекордсменів свого клубу за кількістю зіграних матчів. Інший рекорд, який йому належить, — це найбільша кількість вилучень в національних та міжнародних змаганнях з початку проведення «коротких турнірів» у 1990 році, оскільки в травні 2014 року він отримав свою 22 червону картку, що на одну більше, ніж у його колишніх партнерів по «Велесу» Роберто Тротти та Едгардо Пратоли. Завершив професійну кар'єру футболіста виступами за команду «Велес Сарсфілд» у 2019 році.

## Виступи за збірні
1995 року у складі юнацької збірної Аргентини (U-17) був учасником юнацького чемпіонату світу в Еквадорі і здобув з командою бронзові нагороди.
1997 року залучався до складу молодіжної збірної Аргентини, разом з якою брав участь у молодіжному чемпіонаті світу 1997 року в Малайзії, де зіграв 5 матчів і здобув золоті нагороди.

## Титули і досягнення
- Чемпіон Аргентини (6):

«Велес Сарсфілд»: Клаусура 1998, Клаусура 2005, Клаусура 2009, Клаусура 2011, Інісіаль 2012, Суперфіналь 2013
- Володар Суперкубка Аргентини (1):

«Велес Сарсфілд»: 2013
- Чемпіон світу (U-20): 1997